# Wasbek
Wasbek est une commune allemande du Schleswig-Holstein, située dans le sud-est de l'arrondissement de Rendsburg-Eckernförde, à cinq kilomètres à l'ouest du centre-ville de Neumünster. En 2008 la commune a quitté l'Amt Aukrug pour construire une Verwaltungsgemeinschaft (communauté des communes) avec Neumünster.